# مارغريت دي نافاري
 مارغريت دي نافاري  (بالفرنسية: Marguerite de Navarre) أو  مارغريت دي أنغلوم  (11 أبريل 1492 - 21 ديسمبر 1549)، قرينة الملك هنري الثاني ملك نافار، وأخت الملك فرانسوا الأول ملك فرنسا، وكانت هي وشقيقها مهتمان بالحياة الفكرية والثقافية والصالونات في عصرهم في فرنسا.
تعتبر مارغريت جدة ملوك آل بوربون من خلال ابنتها جان دي ألبرت والدة هنري من نافار، الذي أصبح هنري الرابع ملك فرنسا أول ملوك فرنسا من آل بوربون.
كمؤلفة وكراعية للمبادئ الإنسانية والإصلاح، كانت رمزًا من رموز النهضة الفرنسية، فوصفها صامويل بوتنام بـ «أول امرأة عصرية».

## الزواج الأول
في عمر السابعة عشرة تزوجت مارغريت من تشارلز الرابع دوق ألونسون، ذو العشرين عامًا، بموجب مرسوم من الملك لويس الثاني عشر (الذي رتب أيضًا زواج ابنته كلود ذات العشرة أعوام من فرانسيس). بموجب هذا المرسوم، أُجبرت مارغريت على الزواج من رجل لطيف عمومًا، لكن أُميّ تقريبًا من أجل المصلحة السياسية – «الأميرة اليافعة المتألقة ذات العيون الزرقاء مع بريقٍ بنفسجيّ... أصبحت عروسةَ مُتخاذلٍ وأحمق». جرى مقايضتها لإنقاذ كبرياء لويس الملكي، بالإبقاء على مقاطعة آرمانياك ضمن العائلة. لم يكن هناك ذرية من هذا الزواج.
بعد وفاة الملكة كلود، احتضنت ابنتي أخيها مادلين ومارغريت، واستمرت بالاعتناء بهن خلال زواجها الثاني.

## الزواج الثاني والتقدير
بعد وفاة زوجها الأول عام 1525، تزوجت مارغريت من هنري الثاني ملك نافار. غزا فرديناند الثاني ملك آراغون مملكة نافار عام 1512، وحكم هنري نافار السفلى فقط، وإمارة بيارن المستقلة، وعدة أقاليم تابعة في غشكونية. تقريبًا، بعد سنة من لوحة الرصاص التي رُسمت من قِبل جان كلو، في 16 نوفمبر عام 1528، أنجبت مارغريت فتاة من هنري، جين الثالثة التي ستصبح ملكة نافار لاحقًا، ووالدة هنري الرابع الذي سيُصبح ملك فرنسا لاحقًا.
نوّه سفيرٌ من البندقية في ذلك الوقت بأن مارغريت تعرف كل أسرار الفنون الدبلوماسية، وبالتالي يجب أن تُعامل باحترام وحذر. من أكثر المغامرات البارزة لمارغريت تحريرها لشقيقها، الملك فرانسيس الأول، الذي كان مسجونًا في إسبانيا من قِبل كارلوس الخامس، إمبراطور الإمبراطورية الرومانية المقدسة بعد أن أُسر في معركة بافيا في إيطاليا عام 1525. وخلال فترة حرجة من المفاوضات، امتطت الملكة مارغريت ظهر الخيل عبر الغابات المُثلجة، لمدة 12 ساعة في اليوم ولعدة أيام، لتضمن مرورًا آمنًا، في حين تكتب رسائل دبلوماسية في الليل.
وُلد ابنها الوحيد، جان، في بلوا في 7 يوليو عام 1530، حين كانت مارغريت بعمر الثامنة والثلاثين، وهو سن يُعتبر كبيرًا في مقاييس القرن السادس عشر. توفي الطفل في يوم عيد الميلاد من نفس السنة. يعتقد الباحثون أن حزنها قد حفزها لكتابة عملها الأكثر جدلية، مرآة الروح الآثمة، عام 1531.
أدان علماء دين السوربون هذا العمل بأنه هرطقة. قال ناسك (راهب) بأنه يجب حياكة مارغريت داخل كيس ورميها في نهر السين. هجاها (سخر منها) طلابٌ في جامعة نافار في مسرحية بأنها «غضبٌ من الجحيم». أُسقطت التهم بأمر من شقيقها، وتلقّى اعتذارًا من السوربون.

## دورها في الإصلاح
كانت آن بولين وصيفة الملكة كلود خلال وجودها في فرنسا قبل عودتها إلى إنجلترا. من المُعتقد بأن بلاط الملكة كلود متشابك مع بلاط مارغريت وأنه، ربما، كانت آن في خدمة مارغريت وليس كلود، ومن المُحتمل بأن آن قد أصبحت صديقة ومعجبة وتابعة لمارغريت، وتشرّبت وجهات نظرها حول المسيحية. تُعبّر آن بولين بشدة، في رسالة مكتوبة من قِبلها بعد أن أصبحت ملكة، عن مشاعر الإعجاب تجاه مارغريت.
في أعقاب نفي جان كالفن وويليام فاريل من جنيف عام 1538، راسلت مارغريت دي نافاري ماري دينتيير، وهي مُصلحة فرنسية بارزة في جنيف. يظهر من خلال مراسلاتهن بأنه كان بينهن تاريخ شخصي: كانت مارغريت عرابةً لابنة ماري دينتيير وألّفت ابنة دينتيير دليلًا فرنسيًا إلى اللغة العبرية لإرساله إلى ابنة مارغريت. في رسالتها، تساءلت مارغريت عن سبب نفي كالفن وفاريل. أجابت دينتيير عام 1539 في الرسالة القيّمة جدًا، تُعرف اليوم بشكل شائع باسم رسالة إلى مارغريت دي نافاري. نقدت هذه الرسالة رجال الدين البروتستانت الذين قاموا بنفي كالفن وفاريل، وطلبت دعم مارغريت ومساعدتها في محو الأمية الدينية (المتعلقة بالكتاب المقدس) وإمكانية استفادة النساء من هذا الأمر، ونصحتها بأن تتخذ إجراءات تتعلق بطرد (نفي) رجال الدين الكاثوليك من فرنسا.
من المتوقع بأنه في مرحلة ما أعطت مارغريت لآن المخطوطة الأصلية من مرآة الروح الآثمة. من المؤكد أنه في عام 1544- وبعد تسع سنوات من إعدام آن بولين- ترجمت ابنة آن، التي ستصبح لاحقًا إليزابيث الأولى (1533 – 1603)، القصيدة إلى النثر الإنكليزي حين كانت في سن الحادية عشرة وقدمتها، مكتوبة بخط يدها، إلى زوجة أبيها في ذلك الحين، الملكة الإنكليزية كاثرين بار. يُشير هذا الاتصال (الرابط) الأدبي بين مارغريت وآن بولين وكاثرين بار وإليزابيث إلى أنه هناك صلة توجيهية (إرشادية) واضحة أو إرثٌا من القناعات الدينية الإصلاحية.
بصفتها راعية كريمة للفنون، صادقت مارغريت وكفلت (حَمتْ) العديد من الفنانين والكُتّاب، من بينهم فرانسوا رابليه (1483-1553)، وكليمان مارو (1496-1544)، وكلود دو بكتوز (توفي عام 1547) وبيير دو رونسار (1524-1585). أيضًا، عملت مارغريت كوسيط بين الروم الكاثوليك والبروتستانت (من بينهم جون كالفن). على الرغم من تبني مارغريت للإصلاح داخل الكنيسة الكاثوليكية، إلا أنها لم تكن كالفنية. لكنها فعلت ما بوسعها لحماية المصلحين وثنت فرانسيس الأول عن الإجراءات المتعصبة (غير المتسامحة) قدر استطاعتها. بعد وفاتها، وقعت ثمانية حروب دينية في فرنسا، وأبرزها مذبحة سان بارتيليمي في عام 1572.
كتب المؤرخ الأمريكي ويل ديورانت: «كانت النهضة والإصلاح عند مارغريت واحدًا للحظة. انتشر تأثيرها عبر فرنسا. نظرت إليها كل روح حرة كحامية وكمثال يُحتذى به...كانت مارغريت تجسيدًا للإحسان. كانت تمشي دون حراسة في شوارع نافار، سامحةً لأي شخص بالاقتراب منها وستستمع لأحزان الشعب بشكل مباشر. دعت نفسها «رئيسة وزراء الفقراء». آمن هنري، زوجها، ملك نافار، بما كانت تفعله، إلى درجة تأسيس نظام للأشغال العامة والذي أصبح نموذجًا لفرنسا. مع بعضهما، هو ومارغريت، موّلا التعليم للطلاب المحتاجين».
كتب جول ميشليه (1798-1874)، أشهر مؤرخ في زمانه، عنها: «دعونا نتذكر دائمًا هذه الملكة المعطاءة من نافار، التي في ذراعيها شعبنا، هاربًا من السجن أو المحرقة (الموت)، وجد الآمان والشرف (الاحترام) والمودة. امتناننا لك، أم (والدة) نهضتنا [الفرنسية]! كان مأواكِ كمأوى قديسينا (كان مأواك مزارًا لنا)، قلبك مسكن حريتنا».
كان بيير بايل (1647-1706)- فيلسوف وناقد فرنسي، والذي أثر قاموسه التاريخي والنقدي 1697  بشكل كبير على الموسوعيين الفرنسيين وفلاسفة القرن الثامن عشر العقلانيين، مثل فولتير وديدرو- يُقدّرها بشدة، وكتب: «...بالنسبة لملكة، أن تمنح حمايتها لشعب مضطهد بسبب آراء تعتقد بأنها خاطئة؛ أن تفتح ملاذًا لهم؛ أن تصونهم من النيران المُعدة لهم؛ أن تزودهم بقوت العيش؛ أن تخفف المصاعب والمتاعب في منفاهم بتسامح، هو نُبلٌ ملحميّ لم يسبق له مثيل إلا ما ندر....»
توفي ليوناردو دافينشي (1452-1519) وهو في ضيافة مارغريت وشقيقها، فرانسيس الأول. ترعرعا في قصر أمبواز، الذي يعود لوالدتهما، لويز سافوا. أبقى الملك على إقامته هناك وأقامت مارغريت على مقربة (في الجوار). خلال السنوات الأولى من حكم فرانسيس، بلغ القصر الذي قطن فيه ذروة مجده. كان ليوناردو المعماريّ الخاص بقصرٍ كبير يعود لهما، من بين مشاريع أخرى، وزوّداه بمسكن حين غادر إيطاليا وانضم إلى بلاطهما. كضيف للملك، زوده بأجر سخي، جاء ليوناردو دافينشي إلى قصر أمبواز في ديسمبر عام 1515 وعاش وعمل في قصر كلو لوسيه المجاور، المتصل مع القصر بممرٍ من تحت الأرض. قيل للسياح أنه دُفن في كنيسة سان هوبيرت، المتاخمة للقصر، والتي بُنيت عام 1491-1496.
في عام 1550، بعد سنة من وفاة مارغريت، نُشرت قصيدة رافدة، تحت عنوان هيكاتوديستيكون، في إنجلترا. كُتبت من قِبل بنات شقيق جين سيمور (1505 – 1537)، الزوجة الثالثة للملك هنري الثامن.

## روابط خارجية
- مارغريت دي نافاري على موقع IMDb (الإنجليزية)
- مارغريت دي نافاري على موقع الموسوعة البريطانية (الإنجليزية)
- مارغريت دي نافاري على موقع ميوزك برينز (الإنجليزية)
- مارغريت دي نافاري على موقع إن إن دي بي (الإنجليزية)
- مارغريت دي نافاري على موقع قاعدة بيانات الفيلم (الإنجليزية)